# (9764) Morgenstern
(9764) Morgenstern (1991 UE5) – planetoida z pasa głównego asteroid okrążająca Słońce w ciągu 3,53 lat w średniej odległości 2,32 j.a. Odkryta 30 października 1991 roku.